# Régime pluvio-nival
Ne doit pas être confondu avec Régime nivo-pluvial.
Le régime pluvio-nival est un régime hydrologique présentant une tendance dominante de régime pluvial complétée par un apport nival. Il se caractérise par :
- une période de hautes eaux en automne et en hiver, liée aux précipitations ;
- puis un débit qui se renforce au printemps lors de la fonte des neiges[1].

Quand la tendance nivale est dominante, avec deux pics bien distincts, on parle de régime nivo-pluvial.
Le Mississippi a un régime pluvio-nival ; le Danube a quant à lui un régime pluvio-nival complexe.

## Exemple
Le Río Negro (hémisphère sud) a un régime pluvio-nival.